# Медников Єгор Єгорович
Єгор Єгорович Медников (рос. Егор Егорович Медников; нар. 3 червня 1949, Людиново, Калузька область, РРФСР) — радянський та російський футболіст, воротар.

## Життєпис
Вихованець СК «Авангард» Людиново.
Протягом кар'єри виступав в радянських командах «Локомотив» (Калуга), «Спартак» (Москва), «Ністру» (Кишинів), «Таврія» (Сімферополь), «Кайрат» (Алмати), а також за казахстанську команду «Кайсар» (Кизил-Орда).
Після завершення кар'єри гравця займався тренерською діяльністю в командах «Цілинник» (Цілиноград), «Локомотив» (Калуга). У 1994 році проацював директором команди «Цесна» (Акмола). З 2001 року тренер ДЮСШ «Торпедо» (Калуга), відділення «Малинники».